# Não Pare pra Pensar
Não Pare pra Pensar é o décimo álbum de estúdio da banda brasileira Pato Fu lançado em 2014 pela Sony Music. O álbum foi indicado ao Grammy Latino 2015 na categoria Melhor Álbum de Rock Brasileiro, mas não levou a categoria.

## Faixas
Todas as músicas cantadas por Fernanda Takai, exceto onde indicado.
Todas as faixas escritas e compostas por John Ulhoa, exceto onde indicado. 
| N.º            | Título                               | Compositor(es)                      | Vocal principal | Duração  |  |
| 1.             | "Cego para as Cores"                 |                                     |                 | 4:21     |  |
| 2.             | "Crédito ou Débito"                  |                                     |                 | 3:24     |  |
| 3.             | "Ninguém Mexe Com o Diabo"           |                                     | John Ulhoa      | 3:59     |  |
| 4.             | "Não Pare Pra Pensar"                |                                     |                 | 4:13     |  |
| 5.             | "Eu Era Feliz"                       | Ricardo Koctus Ulhoa Roberta Campos |                 | 3:48     |  |
| 6.             | "Um Dia do Seu Sol"                  |                                     |                 | 2:45     |  |
| 7.             | "You Have To Outgrow Rock'n Roll"    |                                     | Ulhoa           | 3:12     |  |
| 8.             | "Siga Mesmo no Escuro"               | Ulhoa Ricardo Koctus                |                 | 4:12     |  |
| 9.             | "Pra Qualquer Bicho" (Part. Ritchie) |                                     | Ritchie, Takai  | 4:12     |  |
| 10.            | "Mesmo Que Seja Eu"                  | Roberto Carlos Erasmo Carlos        |                 | 3:33     |  |
| 11.            | "Eu Ando Tendo Sorte"                |                                     |                 | 3:22     |  |
| Duração total: | Duração total:                       | Duração total:                      | Duração total:  | 00:42:01 |  |

## Créditos
Pato Fu
- Fernanda Takai – voz principal (todas as faixas menos 3 e 7)
- John Ulhoa – guitarra, violão, programações, percussão, teclados e voz (principal em "Ninguém Mexe com o Diabo" e "You Have to Outgrow Rock'n Roll"); produção, gravação e mixagem
- Ricardo Koctus – baixo e voz
- Glauco Mendes – bateria (menos em "Mesmo que Seja Eu")
- Xande Tamietti – bateria em "Mesmo que Seja Eu"
- Lulu Camargo – arranjos, teclados, piano e theremin

- Carlos Freitas – masterização